# Lípěnka africká
Lipěnka africká (Sparrmannia africana), známá také jako pokojová lipka, je rostlina z čeledi slézovitých. Pochází z Jižní Afriky z oblasti okolo Mysu dobré naděje. Rostlina je v ČR oblíbená jako pokojová rostlina pro své jemně chlupaté a vykrajované listy podobným našim domácím lípám. V kultuře je již pěstována 150 let.

## Historie

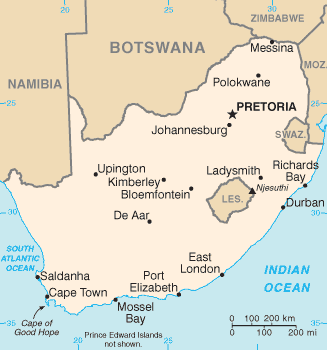
Původní lokalita lípěnky africké

Krátce po objevu a popisu rodu Linnéem mladším byla lípěnka africká v roce 1790 představena v Anglii a potom ve zbytku Evropy. Zprvu se těšila ohromné oblibě a zanedlouho byly vyšlechtěny první kultivary. Avšak v průběhu 20. století se změnily životní podmínky a bytový komfort a lípěnka padla v zapomnění. V roce 1980 „prožila“ rostlina svůj comeback a začala se vracet i do českých květinářství.

## Původ jména

### Botanické jméno
Poprvé byla popsána v roce 1782 Linnéem mladším. Pro botanické jméno rodu bylo použito jméno švédského lékaře a botanika Anderse Sparrmana. Byl žákem Linnéa a v roce 1772 až 1775 se zúčastnil druhé poznávací cesty Jamese Cooka. Společně s Carlem Peterem Thunbergem prozkoumal Sparrman jihoafrickou flóru a objevili lipěnku africkou. Záhy poté byla představena v Evropě.

### České jméno
České pojmenování této rostliny výhradně odkazuje na její podobnost s našimi domácími lípami. V anglické literatuře se může setkat s názvy jako africké konopí (african hemp), africká lípa (african linden).

## Botanický popis

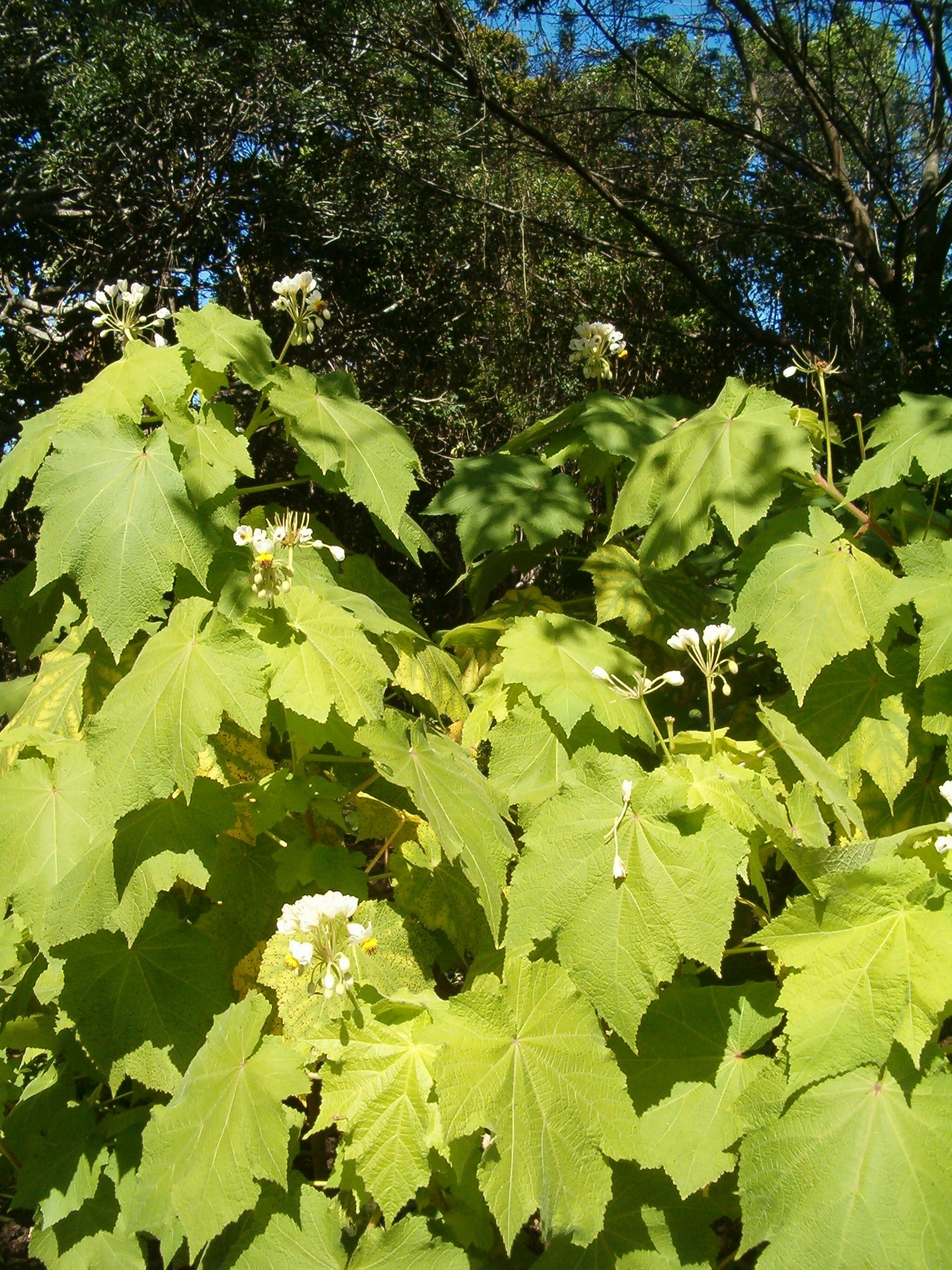
Lípěnka africká ve svém přirozeném prostředí

### Stonky a listy

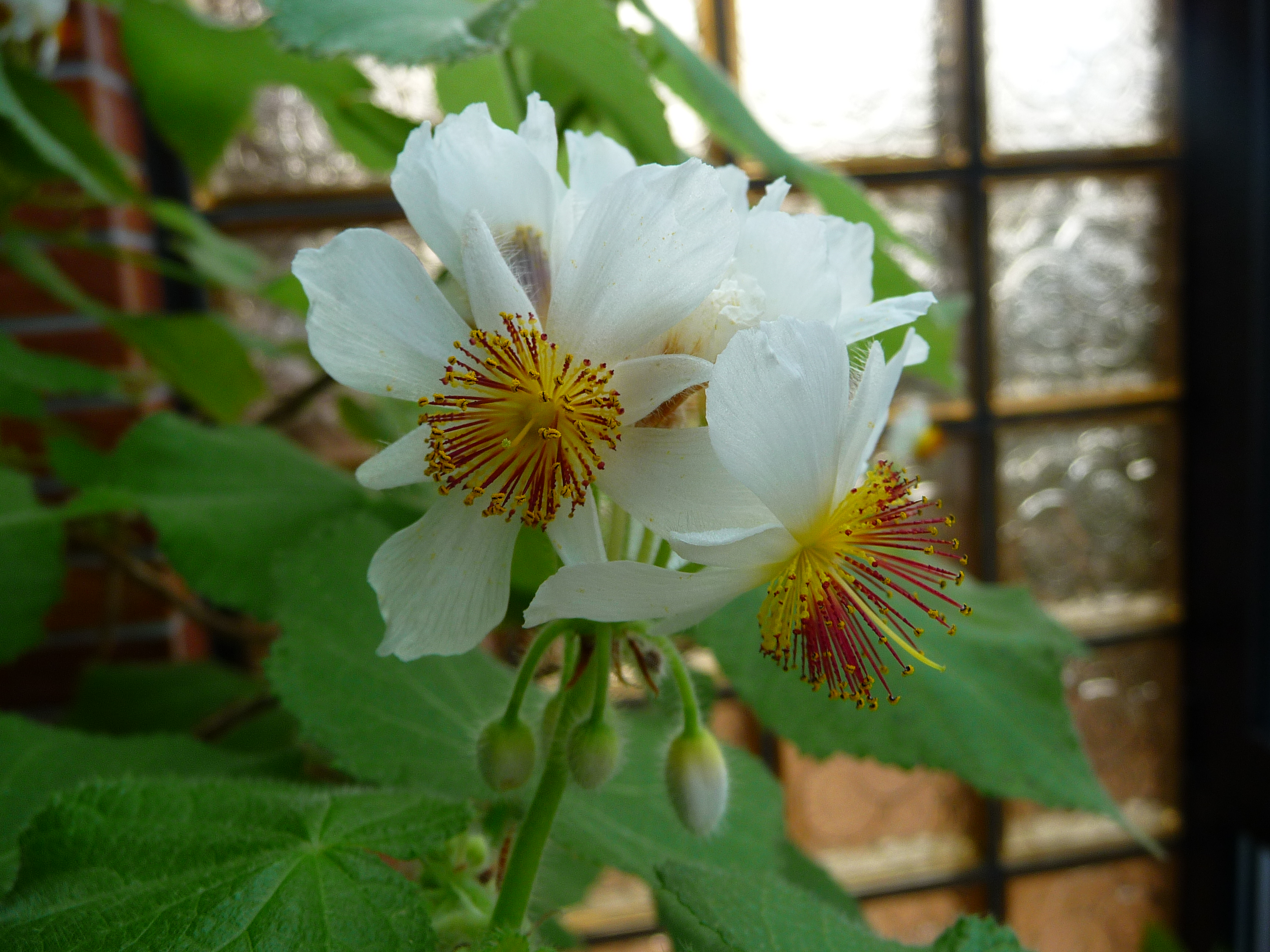
Detail květu

Lípěnka africká je bujně rostoucí strom či keř, který může dorůst až 7 metrové výšky. Kmínek dřevnatí velice rychle a brzy ztrácí olistění. Listy lípěnky jsou chlupaté, velké, světle (citronově) zelené srdčitého tvaru se zubatým okrajem. Mohou dosáhnout až 20 cm na výšku.

### Květy
Z velkých bílých květů v bohatých chocholících vystupují výrazné dlouhé zlatavé prašníky s purpurovým pylem. Jsou citlivé na dotek (tzv. seismonastie); otevírají se dokonce i při závanu větru a voní jemně po citronu.

### Kultivary
Nejčastěji pěstované kultivary pokojové lipky jsou:
- 'Flore Pleno' (také 'Flora Pleno') - plnokvětá odrůda
- 'Nana' – zakrslá forma
- 'Variegata' – listy bílo-zeleně panašované

Ve specializovaných semenářských zahraničních obchodech je k dostání také méně známý druh Sparrmannia ricinocarpa.

## Pěstování
Rostlina může být množena semenem, ale běžnějším způsobem jsou řízky z hlavních stonků či řízky z postranních výhonů. Jako vynikající substrát se osvědčila směs rašeliny a hlinité zeminy.
Zastřihávání a prořez rostliny podporuje mladé výhony a tím následné větvení. Rostlina kvůli svému velkému množství listů potřebuje hlavně během léta častější zálivku. Lípěnky jsou velice vhodné pro hydroponii.

### Požadavky na stanoviště
Pokojová lipka preferuje světlé a chladné místo s vysokou vzdušnou vlhkostí a přímým slunečním světlem. Teplota při přezimování by neměla být vyšší jak 8-12 °C.

### Škůdci a hnojení

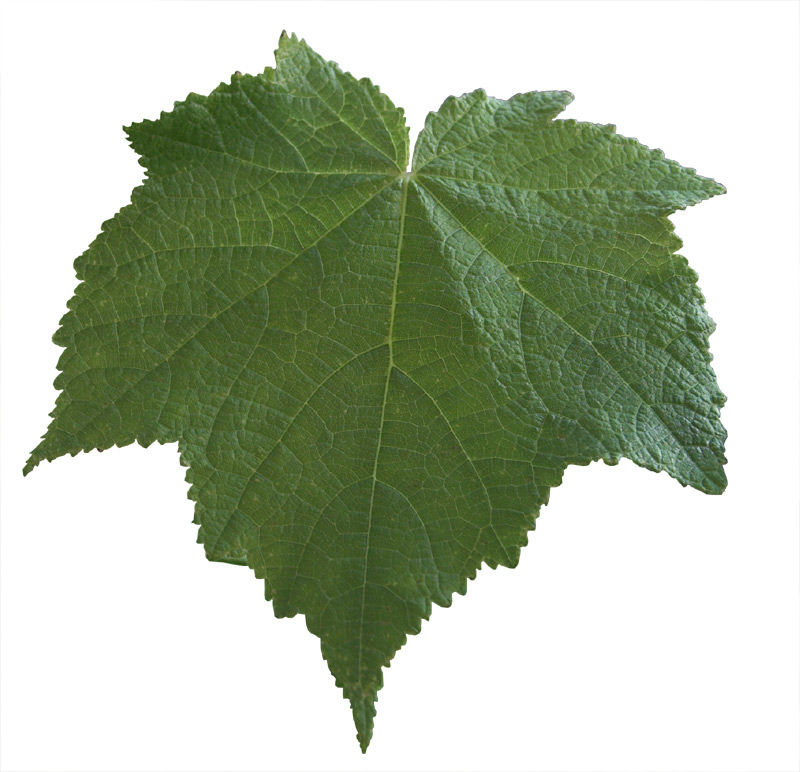
Detail listu s chlupy

Rostlina se neliší svými škůdci od ostatních pokojových rostlin. Lípěnka může být napadena třásněnkou (Frankliniella occidentalis) nebo molicí (Trialeurodes vaporariorum). Ve vlhkém prostředí může dojít k napadení plísní šedou (Botrytis cinerea). K likvidaci těchto škůdců a chorob postačí běžný postřik ze specializovaného obchodu či od zahrádkáře.

## Toxicita
V některé literatuře a zdravotnických databázích je kvůli svým hustě chlupatým listům vedena jako mírně toxická. Jsou hlášeny případy podráždění kůže či sliznic. V roce 1940 a 1958 byla rostlina podrobně zkoumána a nedošlo se k jednoznačnému výsledku, zda toto podráždění je způsobeno chemickými látkami či mechanickým podrážděním o listy rostliny.

## Další
V praxi Feng-šuej se lipěnka v bytové kultuře počítá jako pozitivní efekt. Rostlina s velkými, harmonicky tvarovanými listmi přinášejí do bytu lepší tok energie Qi.[zdroj⁠?!]
Rostlina se též doporučuje pro zlepšení bytového prostředí z hlediska vlhkosti, neboť velkou listovou plochou a množstvím těchto listů dochází k odparu vody a tím pádem zvyšuje i vyšší přirozenou vlhkost v místnosti.